# 89.º Batallón Antiaéreo Ligero
El 89° Batallón Antiaéreo Ligero (89. leichte-Flak-Abteilung (mot.)) fue una unidad de la Luftwaffe durante la Segunda Guerra Mundial.

## Historia
Fue formado en julio de 1941, a partir del XII Comando Administrativo Aéreo con:
- Grupo de Estado Mayor/89° Batallón Ligero Antiaéreo desde el Grupo de Estado Mayor/311° Batallón de Reserva de Fortificación Antiaérea.
- 1° Escuadra/89° Batallón Ligero Antiaéreo desde la 4° Escuadra/32° Regimiento de Fortificaciones Antiaérea.
- 2° Escuadra/89° Batallón Ligero Antiaéreo desde la 5° Escuadra/32° Regimiento de Fortificaciones Antiaérea.
- 3° Escuadra/89° Batallón Ligero Antiaéreo desde la 4° Escuadra/32° Regimiento de Fortificaciones Antiaérea.

## Servicios
- 1941 – 1944: al Sur de Rusia.
- mayo de 1942: bajo la 17° División Antiaérea (42° Regimiento Antiaéreo).
- marzo de 1943: bajo la 9° División Antiaérea (42° Regimiento Antiaéreo).
- 1 de noviembre de 1943: bajo la 9° División Antiaérea (27° Regimiento Antiaéreo).
- 1 de enero de 1944: bajo la 9° División Antiaérea (27° Regimiento Antiaéreo).
- 1 de febrero de 1944: bajo la 9° División Antiaérea (27° Regimiento Antiaéreo).
- 1 de marzo de 1944: bajo la 9° División Antiaérea (27° Regimiento Antiaéreo).
- 1 de abril de 1944: bajo la 9° División Antiaérea (27° Regimiento Antiaéreo).
- 1 de mayo de 1944: bajo la 9° División Antiaérea (27° Regimiento Antiaéreo).
- 1 de junio de 1944: bajo la 9° División Antiaérea (27° Regimiento Antiaéreo).
- 1 de julio de 1944: bajo la 9° División Antiaérea (27° Regimiento Antiaéreo).
- 1 de agosto de 1944: bajo la 9° División Antiaérea (27° Regimiento Antiaéreo).
- 1 de septiembre de 1944: bajo la 9° División Antiaérea (27° Regimiento Antiaéreo).
- 1 de octubre de 1944: bajo la 9° División Antiaérea (27° Regimiento Antiaéreo).
- 1 de noviembre de 1944: bajo la 9° División Antiaérea (27° Regimiento Antiaéreo).
- 1 de diciembre de 1944: bajo la 9° División Antiaérea (86° Regimiento Antiaéreo).
- 1944 – 1945: Eifel, Saarpfalz (XIV Comando Administrativo Aéreo).